# Alcantara (Romblon)
Alcantara is een gemeente in de Filipijnse provincie Romblon op het eiland Tablas. Bij de laatste census in 2007 had de gemeente ruim 15 duizend inwoners.

## Geografie

### Bestuurlijke indeling
Alcantara is onderverdeeld in de volgende 12 barangays:
| - Bagsik - Bonlao - Calagonsao - Camili - Camod-Om - Gui-ob | - Lawan - Madalag - Poblacion - San Isidro - San Roque - Tugdan |

## Demografie
Alcantara had bij de census van 2007 een inwoneraantal van 15.370 mensen. Dit zijn 1.226 mensen (8,7%) meer dan bij de vorige census van 2000. De gemiddelde jaarlijkse groei komt daarmee uit op 1,15%, hetgeen lager is dan het landelijk jaarlijks gemiddelde over deze periode (2,04%). Vergeleken met de census van 1995 is het aantal mensen met 3.124 (25,5%) toegenomen.

De bevolkingsdichtheid van Alcantara was ten tijde van de laatste census, met 15.370 inwoners op 60,12 km², 203,7 mensen per km².